# Шукша (село)
Шукша — село в Лунинском районе Пензенской области. Входит в состав Болотниковского сельсовета.

## География
Село расположено в северной части Пензенской области, на расстоянии примерно 3 км (по прямой) к юго-востоку от Лунино, административного центра района.

### Часовой пояс
Село Шукша как и вся Пензенская область, находится в часовой зоне МСК (московское время). Смещение применяемого времени относительно UTC составляет +3:00.

## Население
| 1710 | 1717 | 1747  | 1782 | 1864 | 1877 | 1897 |
| ---- | ---- | ----- | ---- | ---- | ---- | ---- |
| 467  | ↘86  | ↗110  | ↗244 | ↗380 | ↗505 | ↗602 |
| 1910 | 1926 | 1930  | 1959 | 1979 | 1989 | 1996 |
| ↗755 | ↗893 | ↗1680 | ↘511 | ↘172 | ↘79  | ↘69  |
| 2002 | 2010 |       |      |      |      |      |
| ↘67  | ↘37  |       |      |      |      |      |

### Национальный состав
Согласно результатам переписи 2002 года, в национальной структуре населения русские составляли 82 % из 67 чел.